# Space Quest IV: Roger Wilco and the Time Rippers

Space Quest IV: Roger Wilco and The Time Rippers is een avonturenspel van Sierra Online en kwam uit op diskette op 4 maart 1991. Het is het vierde spel uit de humoristische reeks Space Quest. Uit diezelfde reeks is dit het eerste met een 256-kleurenpalet. De bewegingen van de personages zijn gebaseerd op motion capture, iets wat nieuw was. In december 1992 werd het spel heruitgebracht op cd-rom waarop de dialogen zijn ingesproken. Een versie voor Atari ST werd aangekondigd, maar verscheen nooit. 

## Spelbesturing
Dit is het eerste spel uit de Space Quest-reeks dat gebruikmaakt van point-and-click. In de vorige spellen dienden alle commando's manueel ingetypt te worden via het toetsenbord. Nu kan men met behulp van de muis een actie aanklikken om vervolgens een voorwerp aan te klikken. De beschikbare acties zijn "look", "talk", "walk to", "do", "taste", en "smell" ("kijk", "praat", "ga naar", "doe", "proef", "ruik"). De twee laatste acties zijn humoristisch bedoeld en heeft men niet noodzakelijk nodig om het spel uit te kunnen spelen.

## Verhaal
Protagonist Roger Wilco dient het op te nemen tegen antagonist Sludge Vohaul. Sludge Vohaul werd in Space Quest II: Vohaul's Revenge vernietigd, maar is nu herboren. Om aan Sludge Vohaul te ontsnappen dient Roger Wilco aan tijdreizen te doen zowel naar het verleden als de toekomst. Het is zelfs zo dat enkel de intro van het spel zich in de tijdlijn van Space Quest IV voordoet, alle andere gebeurtenissen spelen zich in een andere tijdsdimensie af. Zo belandt Roger Wilco onder andere terug in het eerste Space Quest spel The Sarien Encounter waar hij als 256-kleurig karakter in een monochrome wereld belandt. Ook komt hij terecht in het (onbestaande) spel Space Quest X: Latex Babes of Estros.

## Easter eggs
Het spel bevat enkele easter eggs. Op zeker ogenblik dient Roger in de tijdscapsule een code in te typen. Wanneer men de code in omgekeerde volgorde ingeeft, transporteert Roger naar de planeet Ortega tijdens het spel Space Quest III: The Pirates of Pestulon. Wanneer Roger daar de capsule verlaat, zal hij sterven omdat hij ditmaal geen thermisch ondergoed draagt dat hem beschermt tegen de hitte. Een andere easter egg is een vuilnismand in de vorm van een toilet. Roger kan verschillende voorwerpen doorspoelen, waaronder ook het Space Quest IV-logo. Doet hij dit laatste, dan stopt het spel met de melding dat er zonet een enorme hoeveelheid data werd doorgespoeld.

## Minigame: Ms. Astro Chicken
Het spel bevat ook een minigame Ms. Astro Chicken: Flight of the Pullet. Het is een vervolg op Astro Chicken, een arcade-minigame dat speelbaar was in Space Quest III: The Pirates of Pestulon. Ms. Astro Chicken is te vinden in het lunapark wanneer Roger Wilco zich in de tijdlijn van Space Quest X bevindt.
Ms. Astro is een kip die de speler moet laten vliegen door gebruik te maken van de cursortoetsen. Daarbij moet de speler enkele vijanden zien te ontwijken zoals vliegende eekhoorns, windturbines, jagers en jachthonden. De speler kan Ms. Astro eieren op de vijanden doen laten vallen om zo een hogere score te krijgen. 